# 阿玛早熟禾
阿玛早熟禾（学名：Poa almasovii）为禾本科早熟禾属下的一个种。